# 鮑彤
鮑彤（ほう とう、1932年11月5日 - 2022年11月9日）は、中華人民共和国の政治家。1989年の天安門事件で唯一逮捕された党中央委員。

## 生涯
1949年に中国共産党に入党。中国共産党中央華東局で組織部幹部所に配属され、その後中央組織部に転属。1964年には組織部研究室副主任。文化大革命開始後、五七幹校に下放される。
1978年、国家科学技術委員会弁公室、政策研究室副主任を経て、1980年から趙紫陽の秘書となり、国家経済体制改革委員会副主任、党組副書記などを兼任。1987年、第13期1中全会で中央委員に選出され、中央政治体制改革研究室主任。第13回党大会で趙紫陽が発表した社会主義初級段階論を中心とする報告の起草を手がける。また、陳雲を中心として保守派に鄧力群を総書記に担ごうとする動きが見られたため、李鋭と共に鄧小平に書簡で鄧力群が改革開放に反対の立場で、延安時代に李鋭の妻と不義があったことなどを伝え、追い落とした。
保守派は趙紫陽を失脚させるため、知識人除名リストを作成したが、その中に名前があったため趙紫陽はリストから削除させた。
1989年の六四天安門事件では、5月28日に政治局常務委員会議に出席するよう求められ呼び出されたところを逮捕され、泰山刑務所に収監された。1992年1月になって逮捕状が出され、3月に中央委員を解任され、党籍を剥奪された。7月、国家機密漏洩罪および反革命宣伝扇動罪で懲役7年の判決を受けた。実刑を問える罪状はなかったが、鄧小平の一言で懲役刑が決まったという。1996年5月、刑期を終えたものの1年間釈放されなかった。
2022年11月9日、北京で死去。